# 第一印刷 (長崎県)
第一印刷株式会社（だいいちいんさつ）は、長崎県大村市に本社を置く印刷会社。長崎県では中堅の印刷会社。

## 沿革
- 1950年（昭和25年7月）- 大塚博美にて創業
- 1962年（昭和37年1月）- 有限会社第一印刷を設立
- 1971年（昭和46年）- 第一印刷株式会社と社名を改める
- 1979年（昭和54年）- 電算機用巻取輪転印刷機及び附属設備
- 1990年（平成2年） - 菊半5色刷オフセット印刷機増設
- 1994年（平成6年） - 代表取締役社長に川原博司就任　代表取締役会長に大塚博美就任
- 1995年（平成7年） - コンピュータシステム・LAN設置
- 1996年（平成8年） - 前工程をCTP化
- 2003年（平成15年）- オンデマンド出力及びPS版出力機導入
- 2006年（平成18年）- 制作システムをMac OS X環境に移行
- 2007年（平成19年）- Apple認定資格採用企業に印刷会社として全国で初めて登録
- 2007年（平成19年）- アドビ推奨・認定プリントサービスプロバイダに認定